# The Sixth Sense (Lee Morgan)
The Sixth Sense è un album di Lee Morgan, pubblicato dalla Blue Note Records nel 1969.Il disco fu registrato il 10 novembre 1967 al Van Gelder Studio di Englewood Cliffs, New Jersey (Stati Uniti).

## Tracce
Lato A
1. The Sixth Sense – 6:40 (Lee Morgan)
2. Short Count – 5:57 (Lee Morgan)
3. Psychedelic – 6:32 (Lee Morgan)

Lato B
1. Afreaka – 7:55 (Cedar Walton)
2. Anti Climax – 6:13 (Lee Morgan)
3. The Cry of My People – 5:00 (Cal Massey)

Edizione CD del 2004, pubblicato dalla Blue Note Records
1. The Sixth Sense – 6:45 (Lee Morgan)
2. Short Count – 6:01 (Lee Morgan)
3. Psychedelic – 6:30 (Lee Morgan)
4. Afreaka – 8:03 (Cedar Walton)
5. Anti Climax – 6:17 (Lee Morgan)
6. The Cry of My People – 5:23 (Cal Massey)
7. Extemporaneous – 5:07 (Frank Mitchell) – Bonus Track
8. Mickey's Tune – 6:34 (Mickey Bass) – Bonus Track
9. Leebop – 5:37 (Lee Morgan) – Bonus Track[3]

- Brani CD - 1, 2, 3, 4, 5 e 6 registrati il 10 novembre 1967, Englewood Cliffs, N.J.
- Brani CD - 7, 8 e 9 registrati il 13 settembre 1968, Englewood Cliffs, N.J.

## Musicisti
Brani LP - A1, A2, A3, B1, B2 e B3 / CD - 1, 2, 3, 4, 5 e 6
- Lee Morgan - tromba
- Jackie McLean - sassofono alto
- Frank Mitchell - sassofono tenore
- Cedar Walton - pianoforte
- Victor Sproles - contrabbasso
- Billy Higgins - batteria

Brani CD - 7, 8 e 9
- Lee Morgan - tromba
- Frank Mitchell - sassofono tenore
- Harold Mabern - pianoforte
- Mickey Bass - contrabbasso
- Billy Higgins - batteria